# Hekla
Stratovulkán Hekla je jeden z nejznámějších aktivních stratovulkánů na Islandu. Je součástí 40 kilometrů dlouhého vulkanického hřbetu, který je nejméně 6 600 let starý. Leží na jižním okraji východní riftové zóny. Hekla a Grímsvötn jsou nejaktivnějšími sopkami ostrova. Ve středověku ji Islanďané nazývali Brána do pekla. Nachází se nedaleko chráněného území Landmannalaugar.
Poslední erupce se opakují téměř pravidelně v desetiletém cyklu.
Na rozdíl od většiny islandských sopek, které produkují tholeitické bazalty, hlavním produktem erupcí Hekly jsou bazaltové andezity. Erupce probíhají z 5,5 km dlouhé trhliny Heklugjá, která křižuje sopku a probíhají podél celé trhliny.
Časté erupce v průběhu staletí vytvořily a uložily na celém Islandu silné vrstvy tefry, které představují dobrý zdroj informací pro vulkanology, studující erupce sopek na Islandu.

## Historie

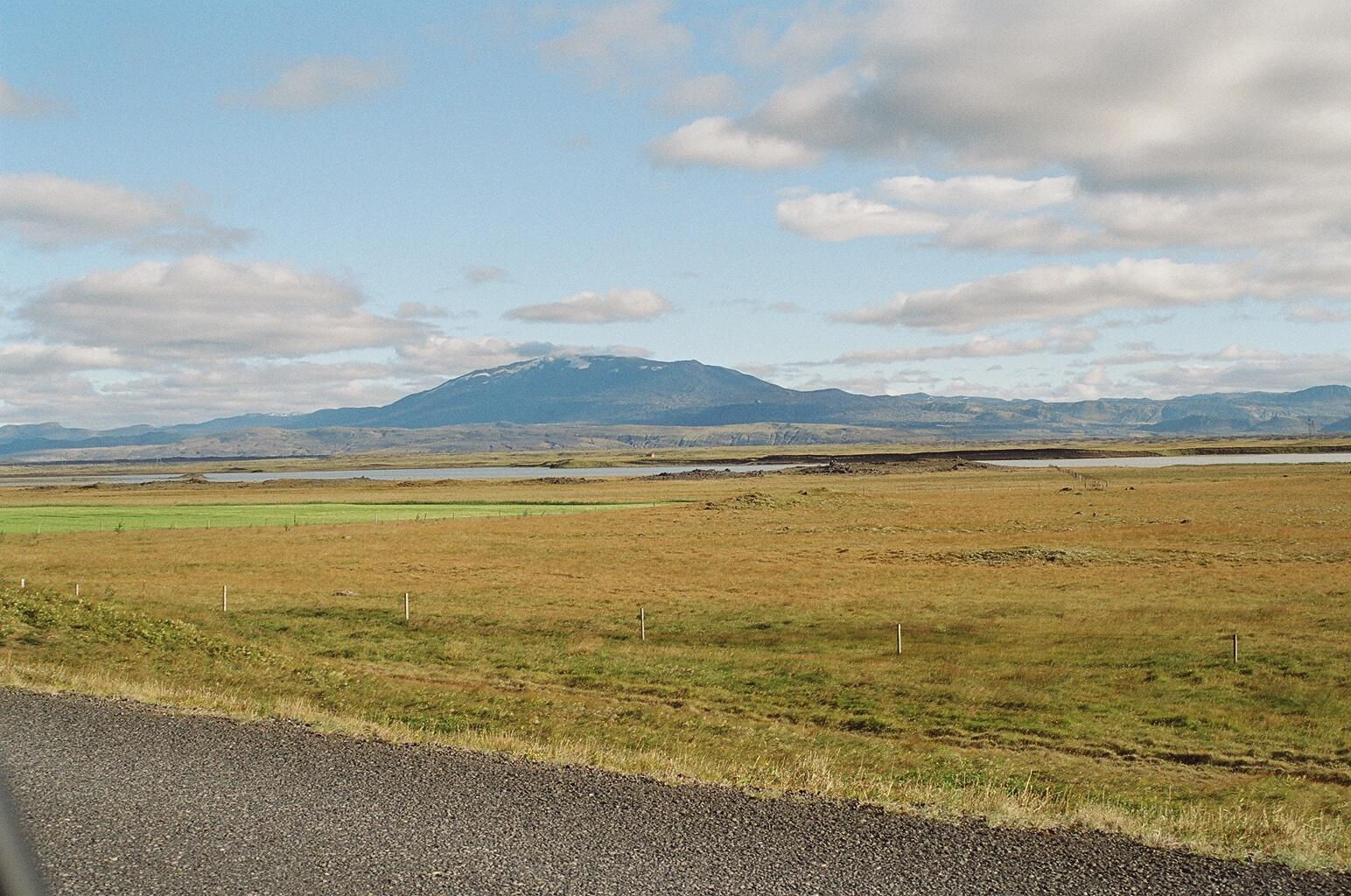
Pohled na Heklu z Þjórsárdaluru

Erupce Hekly proběhly v letech 2000, 1991, 1980, 1970, 1947, 1845, 1766, 1693, 1636, 1597, 1510, 1434, 1389, 1341, 1300, 1222, 1206, 1158 a 1104.
Jednou z největších erupcí byla erupce „H3“ před téměř 3 000 lety, při které sopka do atmosféry vyvrhla 7,3 km³ sopečných hornin a plynů. To pravděpodobně způsobilo i ochlazení globálního klimatu v několika následujících letech.